# The Courting of Mary
Pour plus de détails, voir Fiche technique et Distribution.
The Courting of Mary est un film muet américain réalisé par James Kirkwood Sr. et George Loane Tucker, sorti en 1911.

## Fiche technique
- Titre : The Courting of Mary
- Réalisation : James Kirkwood Sr., George Loane Tucker
- Scénario : George Terwilliger
- Photographie :
- Montage :
- Producteur :
- Société de production : Majestic Motion Picture Company
- Société de distribution : Motion Picture Distributors and Sales Company
- Pays d'origine :  États-Unis
- Langue : film muet avec les intertitres en anglais
- Format : Noir et blanc — 35 mm — 1,33:1 — Muet
- Genre : Comédie
- Métrage : 300 mètres
- Durée : 10 minutes
- Dates de sortie :
  -  États-Unis : 26 novembre 1911

## Distribution
- Mary Pickford : Mary
- Owen Moore : Owen
- William H. Brown : Oncle Bill
- Lottie Pickford
- James Kirkwood Sr.